# Waldsieversdorf
Waldsieversdorf – gmina w Niemczech, w kraju związkowym Brandenburgia, w powiecie Märkisch-Oderland, wchodzi w skład urzędu Märkische Schweiz.
Przez miejscowość przechodzi trasa muzealnej Buckower Kleinbahn.

## Historia
Pierwsza wzmianka o miejscowości pochodzi z 18 kwietnia 1253, kiedy to miejscowość Sifridisdorp została przekazana cystersom z Lubusza przez arcybiskupa magdeburskiego. 17 kwietnia 1432 wieś została spalona przez husytów. Przez następne stulecia tereny te nie były zamieszkane. Dopiero 1 września 1895 podjęto decyzję o założeniu tu kolonii willowej o nazwie Wald-Sieversdorf. W latach 1906–1908 Ferdinand Kindermann wzniósł tu sanatorium, a w 1914 otwarto szkołę (Pädagogium), co dało impuls do dalszego rozwoju osady. W 1939 roku miejscowość liczyła 776 mieszkańców. Po II wojnie światowej sprowadzono tu około stu przesiedleńców z ziemi utraconych na wschodzie przez Niemcy. W 1953 w budynkach dawnego sanatorium urządzono szkołę partyjną Narodowo-Demokratycznej Partii Niemiec, od 1998 są one prywatną własnością stowarzyszenia Brandenburg eV.